# Soldier (film)
Pour les articles homonymes, voir Soldier.
Pour plus de détails, voir Fiche technique et Distribution.
Soldier ou Le Soldat au Québec (Soldier) est un film de science-fiction américain réalisé par Paul W. S. Anderson et sorti en 1998. Le film est considéré par le scénariste David Webb Peoples comme une histoire parallèle (sidequel) à Blade Runner de 1982.
Le film se déroule dans un futur apocalyptique. Kurt Russell y incarne le sergent Todd issu d'un programme militaire au sein duquel des enfants ont sélectionnés dès leur naissance pour devenir des soldats dénuées de sentiments. Mais une nouvelle génération de soldats biogénétiques fait son apparition et ils deviennent obsolètes. Todd est ensuite laissé pour mort et jeté une planète servant de déchèterie. Il va en partie se lier à une communauté de gens pacifiques vivant sur place. Jusqu'au jour où le tyrannique colonel Mekum découvre cette même planète et décide d'en faire une base d'entraînement pour ses nouveaux soldats.

## Synopsis
En 1996, l'armée lance le Projet Adam, un programme lors duquel des enfants sont sélectionnés dès leur naissance. Endoctrinés, ils subissent un entraînement très dur lors duquel les plus faibles sont éliminés. Ils deviennent peu à peu de véritables machines de combat dénuées de sentiments. L'entraînement s'achève en 2013. En 2036, le sergent Todd 3465 est le meilleur de ces soldats que rien n'arrête. Sous les ordres du capitaine Church, il a mené de nombreuses batailles intergalactiques et fait de très nombreuses victimes.
C'est alors que le colonel Mekum présente de nouveaux soldats, issus cette fois de manipulations génétiques. Cette nouvelle génération doit remplacer les hommes de Church, jugés obsolètes. Après quelques défis physiques et sportifs, Todd et deux de ses hommes affrontent l'un de ces nouveaux soldats, Caine 607. Ils sont rapidement vaincus, même si Todd lutte vaillamment et lui arrache un œil. Il est ensuite laissé pour mort. Les preuves de cet affrontement devant disparaître, le corps de Todd est vulgairement jeté et embarqué à bord d'un vaisseau rempli d'ordures. Celles-ci sont ensuite larguées sur une planète déchèterie, Arcadie 234.
Todd se réveille ensuite sur cette planète désertique. Il va cependant découvrir qu'une communauté de gens pacifiques, ayant survécu au crash de leur appareil il y a fort longtemps, s'y est développée. Le soldat est recueilli par Sandra, Mace et leur jeune fils Nathan. De son côté. le colonel Mekum découvre l'existence de la planète Arcadie, officiellement inhabitée. Il souhaite en faire une base d'entraînement pour ses nouveaux soldats. Sur Arcadie, Todd ressent des émotions qui le dépassent, car il ne les a jamais vécues. Malgré le sauvetage de l'un des civils de la communauté, Todd est une source de gêne et de méfiance, à cause des guerres qu'il a vécues et qui le hantent.
Malgré sa participation aux tâches quotidiennes, la communauté vote son bannissement. Mais Mace regrette ce choix et retourne le chercher. C'est alors que les hommes de Mekum, dont Caine 607, arrivent sur Arcadie 234. Le colonel ordonne de déblayer et nettoyer la zone ainsi que d'éliminer toute personne rencontrée. Mace est gravement touché. Todd tente de le soigner mais n'y parvient pas.
Les hommes de Mekum repèrent ensuite le campement de la communauté. Alors que Church clame que ce sont des civils, Mekum voit en eux des ennemis et surtout un entraînement potentiel pour ses hommes. Les soldats du projet Adam sont également présents. Les hommes de Mekum poursuivent les civils et détruisent leur habitat. Todd va utiliser tout son savoir-faire pour les stopper et protéger les survivants de la communauté. Il en tue plusieurs
Sous les conseils de Church, Mekum rappelle ses hommes pour pouvoir bombarder la colonie. Todd affronte les hommes au sol et parvient à tous les neutraliser. Il attaque ensuite le convoi de véhicules blindés dont fait notamment partie Caine. Ce dernier bombarde le village et tue de nombreux membres de la communauté. Sandra tente de protéger les enfants.
Todd s'empare d'un véhicule blindé et détruit celui de Caine. Mais ce dernier est toujours en vie. Mekum commence à paniquer et décide d'utiliser une arme de l'Apocalypse pour annihiler d'un seul coup toute la planète. De son côté, Todd rassemble mes survivants de la communauté, alors que Caine apparaît pour l'affronter. Un violent combat a alors lieu entre les deux super soldats. Malgré son infériorité, Todd parvient à le tuer.
Mené par le soldat Riley, les hommes de Church sont chargés de poser la bombe. Ils tombent alors sur les survivants et sur Todd. Toujours fidèles et loyaux, ils le saluent. Mekum ordonne alors de décoller, sans attendre les hommes de Church. Ce dernier n'est cependant pas de cet avis mais se fait tuer par Mekum. Todd et ses hommes prennent le contrôle du vaisseau et laissent Mekum sur la planète sur le point d'exploser. Le vaisseau s'éloigne d'Arcadie avec à son bord les survivants de la communauté et les soldats du projet Adam. Todd ordonne de mettre le cap sur les Lunes de la Trinité. Il montre ensuite l'espace à Nathan.

## Fiche technique
Sauf indication contraire, les informations mentionnées dans cette section peuvent être confirmées par la base de données cinématographiques IMDb,  présente dans la section « Liens externes ».
- Titre original et français : Soldier
- Titre québécois : Le Soldat
- Réalisation : Paul W. S. Anderson
- Scénario : David Webb Peoples
- Musique : Joel McNeely
- Photographie : David Tattersall
- Montage : Martin Hunter
- Décors : David L. Snyder
- Costumes : Erica Edell Phillips
- Production : Jerry Weintraub, Jeremy Bolt (en), Susan Ekins, R.J. Louis et James G. Robinson (en)
- Sociétés de production : Impact Pictures, Jerry Weintraub Productions, Morgan Creek Productions et Warner Bros. Pictures
- Distribution : Warner Bros.
- Budget : 75 millions de dollars américains
- Pays de production :  États-Unis
- Format : couleurs - 2,35:1 - DTS / Dolby Digital / SDDS - 35 mm
- Genre : action, science-fiction, drame
- Durée : 99 minutes
- Dates de sortie[1] : 
  - États-Unis : 23 octobre 1998
  - Belgique : 16 décembre 1998
  - France : 8 juillet 1999
- Classification[2] :
  - États-Unis : R - Restricted
  - France : tous publics avec avertissement

## Distribution
- Kurt Russell (VF : Philippe Vincent) : le sergent Todd 3465
- Jason Scott Lee (VF : Cyrille Monge) : Caine 607
- Jason Isaacs (VF : Gilles Guillot) : le colonel Mekum
- Connie Nielsen (VF : Marie-Frédérique Habert) : Sandra
- Sean Pertwee (VF : Serge Blumenthal) : Mace
- Jared Thorne et Taylor Thorne : Nathan
- Mark Bringleson (VF : Antoine Tomé) : Rubrick
- Gary Busey (VF : Sylvain Lemarié) : le capitaine Church
- K. K. Dodds : le lieutenant Sloan
- James Black (en) : Riley
- Mark De Alessandro : Goines
- Vladimir Orlov : Romero
- Carsten Norgaard : Green
- Duffy Gaver : Chelsey
- Brenda Wehle : Hawkins
- Michael Chiklis : Jimmy Pig
- Elizabeth Dennehy : la femme de Jimmy Pig
- Paul Dillon : Slade
- Jesse D. Goins : Chester
- Ellen Crawford : Ilona
- Kyle Sullivan : Tommy
- Corbin Bleu : Johnny
- Sara Paxton : Angie
- Wyatt Russell : Todd, âgée de 11 ans
- Liz Huett : Janice

## Production

### Genèse et développement
David Webb Peoples a l'idée du film en utilisant une scène d'introduction non retenue pour Blade Runner (1982) de Ridley Scott, dans laquelle des Réplicants sont abandonnés et laissés pour morts sur une colonie éloignée. Il écrit le script dès 1982. Ted Kotcheff sera peu après envisagé pour le réaliser, avec Sylvester Stallone dans le rôle principal. Séduit par le script, Clint Eastwood envisagera lui aussi un temps de réaliser le film.
Tony Gilroy a officié comme script doctor mais n'est pas crédité au générique.
Pour laisser à Kurt Russell — qui ne veut pas prendre de stéroïdes anabolisants — le temps de sculpter son corps pour le rôle, la production est repoussée. Paul W. S. Anderson part alors tourner Event Horizon, le vaisseau de l'au-delà (1997).

### Attribution des rôles
Le rôle de Todd est proposé à Keanu Reeves. Il revient finalement à Kurt Russell. Sa version jeune est par ailleurs incarnée par son propre fils, Wyatt Russell.

### Tournage
Le tournage a lieu de janvier à mai 1998. Il se déroule dans les Warner Bros. Studios de Burbank en Californie. Durant la première semaine de tournage, Kurt Russell se blesse à la cheville gauche. Quatre jours plus tard, il se blesse au pied droit. Tout le planning de production doit alors être remanié. Toutes les scènes montrant le personnage assis ou immobiles sont alors tournées en priorité,.

## Bande originale
Musique composée et dirigé par Joël Mcneely, disponible chez le label varese sarabande.

## Clins d'œil
Parmi les états de service de Todd (incarné par Kurt Russell) affichés sur un ordinateur, on peut voir de nombreux clins d’œil à des personnages qu'il a interprété dans d'autres films :
- « Médaille Plissken » en référence au personnage de Snake Plissken dans New York 1997 (1981) et Los Angeles 2013 (1996)
- « Récompense de l'Anneau d'O'Neil » en référence à Jack O'Neil de Stargate, la porte des étoiles (1994)
- « Médaille d'Honneur » en référence à Tango et Cash (1989)
- « Croix MacReady » en référence à R. J. « Mac » MacReady de The Thing (1982)
- « Trophée Capt Ron » en référence au personnage principal de Captain Ron (1992)
- « Prix du Feu McCaffrey » en référence à Stephen « Bull » McCaffrey dans Backdraft (1991)
- « Prix Dexter Riley » en référence à Dexter Riley de L'Ordinateur en folie (1969), Pas vu, pas pris (1972) et L'Homme le plus fort du monde (1975)

Certaines autres distinctions de Todd renvoie à d'autres œuvres :
- Participation aux batailles de la Porte de Tannhauser et de la Ceinture d'Orion (références à Blade Runner (1982), coécrit par le scénariste de Soldier)[3].
- Citations pour la campagne des lunes Nibiennes, la guerre d'Antares Maelstrom et la guerre des flammes de la perdition (références à Star Trek 2 : La Colère de Khan)[3].

Par ailleurs, on peut voir dans les informations sur Todd qu'il est capable d'utiliser le PU36 ES,M, soit le Illudium PU36 Explosive Space Modulator. Il s'agit d'un clin d’œil à une arme souvent utilisée par Marvin le Martien, personnage des Looney Tunes. On peut également lire une qualification pour le "Smart gun (USCM)", une arme utilisée par les Colonial Marines dans Aliens, le retour (1986).
Au beau milieu des carcasses visibles sur la planète, on trouve par ailleurs l'USS Franklin D. Roosevelt, le F-117X Remora d'Ultime décision (1996), un véhicule spinner de Blade Runner (1982) et une partie du Lewis & Clark d'Event Horizon, le vaisseau de l'au-delà (1997). Le film partage d'ailleurs avec Blade Runner le lieu fictif de la porte de Tannhäuser. David Webb Peoples, également scénariste de Blade Runner, explique que les deux films sont liés et se situeraient dans le même univers. Le scénariste décrit Soldier comme une « side-quel », mot-valise composé de « side » (« côté ») et « sequel » (« suite »).
Le nom de certaines planètes renvoie également à d'autres œuvres de science-fiction : Eminiar 7 (épisode Échec et Diplomatie de la série télévisée Star Trek), Planet 10 (Les Aventures de Buckaroo Banzaï à travers la 8e dimension), Slartibartfast Le Guide du voyageur galactique), le système Anoat et Kessel (Star Wars).

## Commentaires
Todd, le personnage principal du film, apparaît 85 % du temps à l'écran, mais ne dit, en tout et pour tout, que 104 mots et un grognement significatif.
- La bande annonce du film contenait une bataille spatiale impliquant de vingt à trente vaisseaux, qui n'est finalement pas présente dans le métrage final.
- Dans la scène où Caine 607 pilote la chenille, les commandes qu'il utilise pour faire feu ne sont qu'un simple joystick Saitek X36 PC pour ordinateur familial.
- Lors de la scène de Guerre des Six Villes, la carte accrochée au mur représente la ville de Moscou.